# Franjo Pommer
Pour les articles homonymes, voir Pommer.
Franjo Pommer (Danemark, 1818 - Zagreb, 19 février 1879), est un photographe croate d'origine danoise, pionnier de la photographie.